# جرج نیکول (ورزشکار)
جرج نیکول (انگلیسی: George Nicol; ۲۸ دسامبر ۱۸۸۶ – ۲۸ ژانویهٔ ۱۹۶۷) ورزشکار دو و میدانی اهل بریتانیا بود.